# Buzz Osborne
Roger "Buzz" Osborne, mais conhecido como King Buzzo (Montesano, 25 de março de 1964), é um guitarrista, vocalista e compositor, tecnicamente o único membro remanescente da fundação do grupo Melvins (o baterista Dale Crover é frequentemente considerado como um dos membros fundadores, mas ele se juntou depois que a banda foi formada, embora ainda antes de terem gravado um álbum). Osborne também é membro fundador e guitarrista das bandas Fantômas e Venomous Concept. Ele foi amigo de escola de Kurt Cobain e foi o baixista da primeira banda de Cobain, Fecal Matter, em 1986. Sua grande cabeleira  crespa afro, lhe dá uma aparência distinta.

## Biografia

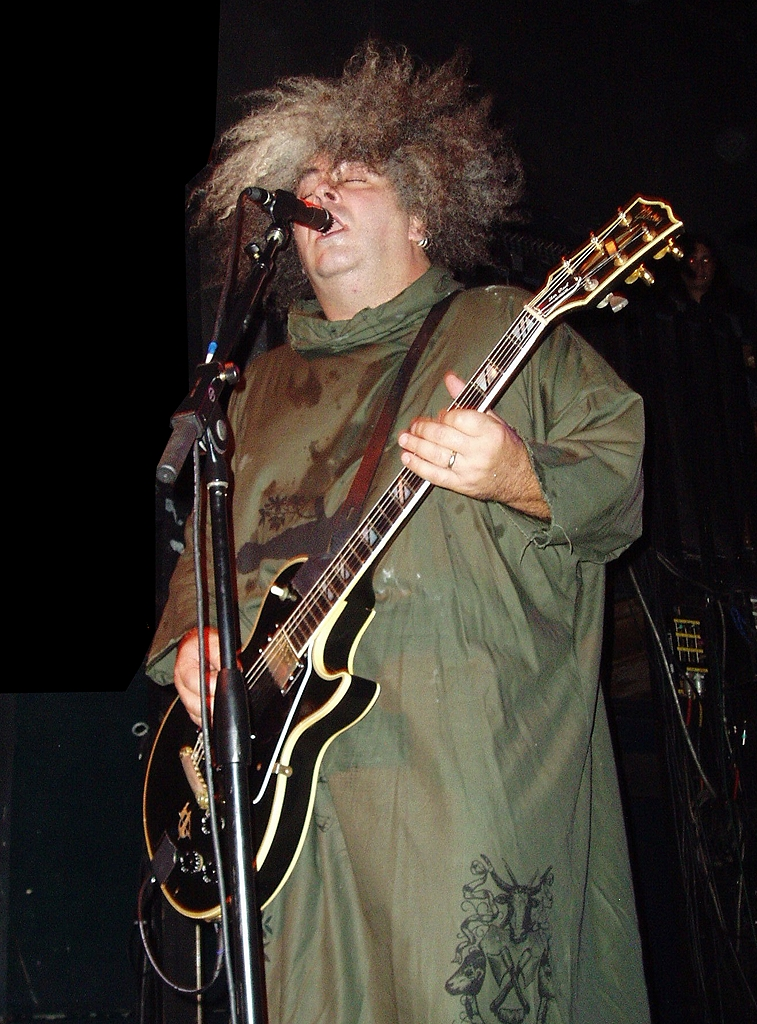
King Buzzo tocando com o Melvins no Aggie Theatre, em Fort Collins, Colorado.

No início dos anos 80, Osborne fundou o The Melvins com Matt Lukin e Mike Dillard, eles eram todos do Montesano High School em Montesano, Washington, onde se graduou em 1983. No início, o Melvins tocava covers do The Who e Jimi Hendrix, mas rapidamente começou a tocar Hardcore punk depois que Osborne foi apresentado à bandas como Black Flag, Flipper, e Millions of Dead Cops por um amigo de outro estado. Quando o baterista Dillard deixou a banda em 1984, Dale Crover que tocava em uma banda cover do Iron Maiden foi recrutado, e os ensaios da banda começaram a acontecer em uma sala nos fundos da casa dos pais de Crover Aberdeen, Washington. Eles começaram a tocar sua canções mais devagar e "mais pesadas".
Em 1986 a banda lançou seu EP Six Songs pela C/Z Records (mais tarde relançado como Eight Songs, 10 Songs e um 26 Songs em 2003, pela Ipecac Recordings). Em dezembro de 1986 eles gravaram seu primeiro álbum completo, Gluey Porch Treatments, no Studio D em Sausalito, Califórnia, que foi lançado em 1987 pela Alchemy Records.
Em 1988, Osborne, juntamente com Crover, mudou-se para San Francisco, Califórnia, onde a banda gravou seu próximo álbum, Ozma em maio de 1989.
Osborne, juntamente com o resto do The Melvins, conheciam os membros do Nirvana e apresentaram o baterista Dave Grohl para Kurt Cobain e Krist Novoselic. A influência do The Melvins pode ser claramente sentida na música do Nirvana, especialmente no início do seu trabalho na era do álbum Bleach.
Em 1997, Osborne apareceu no vídeo promocional do The Offspring "All I Want", como um pianista mascarado. Osborne também aparece em 1994 no vídeo da música "Beercan" de Beck Hansen.
Buzz juntou-se aos Tool no palco, durante a turnê Ænema da rock norte-americana. The Melvins também abriu para Tool na turnê. Em 1998, Osborne entrou para uma banda nova, conhecida como Fantômas com o vocalista da banda Faith No More Mike Patton, uma banda que ele ainda permanece envolvido até os dias atuais.

## Vida pessoal
Osborne reside em Hollywood com sua esposa Mackie, e é um fã de filmes, embora nunca assista TV.

## Equipamentos
Osborne usa principalmente guitarras Gibson Les Paul de 1960 e 1970, desempenhando efeitos através de pedais BOSS e variáveis de um amplificador vintage e gabinetes.